# John E. Jones
John E. Jones, född 5 december 1840 i Montgomeryshire, Wales, död 10 april 1896 i San Francisco, var en amerikansk politiker. Han var den 8:e guvernören i delstaten Nevada 1895-1896. Han representerade Silver Party och avled i ämbetet.
Jones emigrerade 1856 med sin familj till Iowa. Han flyttade senare västerut när han arbetade för Union Pacific Railroad. Han flyttade 1869 till Eureka, Nevada, där han arbetade inom bergsbruk och jordbruk.
Jones grav finns på Lone Mountain Cemetery i Carson City.